# Пол Вацлавик
Пол Вацлавик (Филах, 25. јул 1921 — Пало Алто, 31. март 2007) је био познати аустријски психолог.

## Биографија
Пол Вацлавик је рођен у Филаху, у Аустрији 1921. године, као син директора банке. Након што је 1939. завршио средњу школу, Ватцлавик је студирао филозофију и филозофију на Универзитету Ца 'Фосцари у Венецији - такође је Филозофски факултет основано тек 1969. године - и докторио зато је студирао на Институту Царл Јунг у Цириху, где је дипломирао аналитичку психологију 1954. године 1957. наставио је своју истраживачку каријеру на Универзитету у Салвадору.

## Каријера
Године 1960. Дон. Д. јаксон му је организовао одлазак у Пало Алто ради истраживања на Институту за ментална истраживања (МРИ). Од 1967. предавао је психијатрију на Универзитету Станфорд. На Институту за ментално истраживање Ватцлавик је кренуо стопом Грегорија Батесона и истраживачког тима (Дон Д.јаксон, Јохн Веакланд, Јаи Халеи) одговорног за увођење оног што је постало познато као „двострука веза“. "теорија шизофреније. Двострука веза може се дефинисати као особа посебно обрађена међу особинама ватцавиково дело из 1967. засновано на Батесоновом размишљању, Прагматика Људске комуникације (са Дон Јаксоном и Јанет Беавин), постало је камен темељац теорија комуникације. доприноси укључивању радова о радикалном конструктивизму и највиђеној његовој теорији о комуникацији. Био је активан на крају породичне терапије. Ватцлавик је био један од три оснивача центра за кратку терапију на МР. Чланови Централ су 1974. године објавили велико дело о свом кратком приступу, Промјена, принципи формирања проблема и решавање проблема (Ватзлавицк, Веакланд, Фисцх). био је лиценциран као психолог у Калифорнији од 1969. до 1998. године, када је постављен да се види са пацијентима.

## Лични живот
Ватцлавик је био ожењен и имао је две покћери. Срчани застој у његовој кући у Пало Алту изазвао је његову смрт у 85. години 31. марта 2007. године.

## Дела
- Пол Вацлавик: Колико је стварно стварно? (пометња : дезинформација : комуникација : један анегдотски увод у теорију комуникације)